# قطعنامه ۷۲۶ شورای امنیت
قطعنامه ۷۲۶ شورای امنیت سازمان ملل متحد که در تاریخ ۰۶ ژانویه ۱۹۹۲ تصویب شد، سندی بین‌المللی دربارهٔ سرزمین‌های اشغالی توسط اسرائیل است. این قطعنامه طی نشست ۳۰۲۶ام با ۱۵ رای موافق، ۰ مخالف و ۰ ممتنع تصویب شد.